# Telltale Games (LCG Entertainment)
LCG Entertainment, Inc., que opera como Telltale Games, es una desarrolladora y distribuidora de videojuegos estadounidense con sede en Malibú, California.

## Historia
LCG Entertainment fue fundada el 27 de diciembre de 2018 por Jamie Ottilie y Brian Waddle. En febrero de 2019, la compañía comenzó a negociar con Sherwood Partners, la compañía que gestiona la liquidación de las propiedades de Telltale, para adquirir gran parte de las licencias y juegos restantes de Telltale.
El 28 de agosto de 2019, LCG anunció la adquisición de Telltale Games, y que operaría como Telltale Games en el futuro.

## Videojuegos
| Título                         | Fecha de lanzamiento    | Plataforma(s)                                                               |
| ------------------------------ | ----------------------- | --------------------------------------------------------------------------- |
| Batman: Shadows Edition        | 17 de diciembre de 2019 | Microsoft Windows, PlayStation 4, Xbox One, Nintendo Switch                 |
| The Expanse: A Telltale Series | 27 de julio de 2023     | Microsoft Windows, PlayStation 4, PlayStation 5, Xbox One, Xbox Series X\|S |
| The Wolf Among Us 2            | Por confirmar           | Microsoft Windows, PlayStation 4, PlayStation 5, Xbox One, Xbox Series X\|S |